# Franco Colomba
Franco Colomba (Grosseto, 5 februari 1955) is een Italiaans oud-voetballer en oud-trainer

## Voetbalcarrière
Colomba startte zijn profcarrière in 1973 bij Bologna FC 1909. In 1975 en 1976 werd hij uitgeleend aan de kleinere clubs Modena FC en SS Sambenedettese Calcio. In 1977 keerde hij terug naar Bologna waar hij in zes seizoenen 159 wedstrijden speelde en 4 doelpunten scoorde. Tussen 1983 en 1988 speelde Colomba voor US Avellino. Hij sloot zijn carrière in 1990 af bij Modena FC.

## Trainerscarrière
Hij begon zijn trainerscarrière bij jeugdteams van Modena FC in 1990. Daarna leidde hij een serie Italiaanse clubs zoals Olbia Calcio, Novara Calcio, Salernitana Calcio, Reggina Calcio, Vicenza Calcio, SSC Napoli, AS Livorno, Cagliari Calcio en Hellas Verona FC. In 2014 was hij trainer van FC Pune City, in 2016 was hij trainer van Livorno.